# Château de Matsusaka
Le château de Matsusaka (松坂城, Matsusaka-jō) se trouve à Matsusaka dans la préfecture de Mie au Japon. Il est construit en 1588 par Gamō Ujisato avec un tenshu (donjon) à deux étages. Il n'en reste de nos jours que des ruines qui en font un lieu de promenade pour les habitants de Matsuzaka. Un musée d'histoire locale se trouve dans le château ainsi qu'un mémorial dédié à Motoori Norinaga.

## Histoire
En 1584, sur ordre d'Oda Nobunaga, Gamō Ujisato est transféré de ses propriétés d'une valeur de 60 000 koku dans la province d'Omi vers un nouveau domaine de 123 000 koku dans la province d'Ise. En 1588, estimant que le château de Matsugashima sur la baie d'Ise est indéfendable, il déménage son siège plus à l'intérieur, à l'emplacement actuel du château de Matsusaka. La construction est achevée en un temps très court, en partie grâce à la destruction des temples bouddhistes locaux et d'un ancien kofun (tumulus funéraire), afin utiliser les pierres pour la construction des murs de défense. Les habitants de Matsugashima sont réinstallés de force dans la nouvelle jōkamachi (ville castrale) et les commerçants invités à Omi par l'ancien domaine de Gamō. Le château une fois achevé possède deux fossés concentriques et un tenshu (donjon) à trois toits et quatre étages.
Cependant, en 1590, après la bataille d'Odawara, Toyotomi Hideyoshi récompense le clan Gamō par un transfert à Aizu-Wakamatsu (600 000 koku). Le château de Matsusaka est donné à Hattori Kazutada, un obligé de Toyotomi. En 1595, les Hattori sont expulsés par Hideyoshi, avec Toyotomi Hidetsugu et le domaine donné à Furuta Shigekatsu, avec une base de revenus très réduite à 34 000 koku. Les Furuta sont confirmés dans leurs fonds par Tokugawa Ieyasu et leurs revenus augmentés à 54 000 koku après la bataille de Sekigahara. 
En 1619, le clan Furuta est transféré à Hamada dans la province d'Iwami et le domaine de Matsusaka aboli, ses territoires étant incorporés dans les possessions du domaine de Kishū du clan Kishu-Tokugawa, basé à Wakayama. Malgré la politique officielle de « un domaine-un château » édictée par le shogunat Tokugawa, les fortifications existantes à Matsusaka ne sont pas détruites mais conservées comme centre administratif pour les propriétés du domaine (179 000 koku) situées dans le sud de la province d'Ise. Cependant, en 1644, le donjon est détruit par un typhon et n'est pas reconstruit. En 1794, un jin'ya (résidence fortifiée) est construit. Le clan Kishu-Tokugawa conserve le territoire jusqu'à la restauration de Meiji.
En 1877, un incendie détruit le palais dans la deuxième enceinte et, en 1881, l'ensemble des bâtiments encore debout du château sont démolis, à l'exception d'un seul entrepôt de riz.
En 1982, une proposition visant à reconstruire le donjon se voit opposer un veto en raison de l'opposition locale. De 1988 à 2003, les fossés et les pierres sont l'objet d'importantes réparations et reconstructions. Pendant ce temps, on découvre qu'une très importante partie de la maçonnerie est du même style que celle du château d'Azuchi.
Les ruines sont répertoriées parmi les cent châteaux japonais remarquables par la Fondation des châteaux japonais en 2006. Le 7 février 2011, le site du château de Matsusaka est classé site historique national.
Sur le site du château se trouvent l'hôtel de ville de Matsusaka, l'hôpital de la ville, un musée d'histoire locale et le musée mémorial consacré à Motoori Norinaga.